# Acropola din Atena
Acropola din Atena (din greacă: Ἀκρόπολις, „oraș ridicat”), colina sacră fortificată din centrul orașului, este cea mai cunoscută acropolă din lume.

## Generalități
A adăpostit, încă din cele mai vechi timpuri, principalele edificii de cult ale Atenei. Distrusă în întregime de către perși în timpul războaielor medice, ea a fost reconstruită în perioada "secolului de aur" al lui Pericle (secolul al V-lea î.Hr.).
La realizarea acesteia au participat arhitecți renumiți ca: Ictinios, Callicrates, Mnesicles, precum și sculptori aflați sub conducerea lui Fidias.
Monumentele mai importante de pe Acropole sunt templele Partenon și Erechtheion⁠(d), ambele dedicate zeiței Atena.
Acropola este compusă din următoarele vestigii:
1. Partenon
2. Vechiul templu al Atenei
3. Erehteion
4. Statuia Atenei Promachos
5. Propylaeaea
6. Templul Atenei Nike
7. Eleusinion

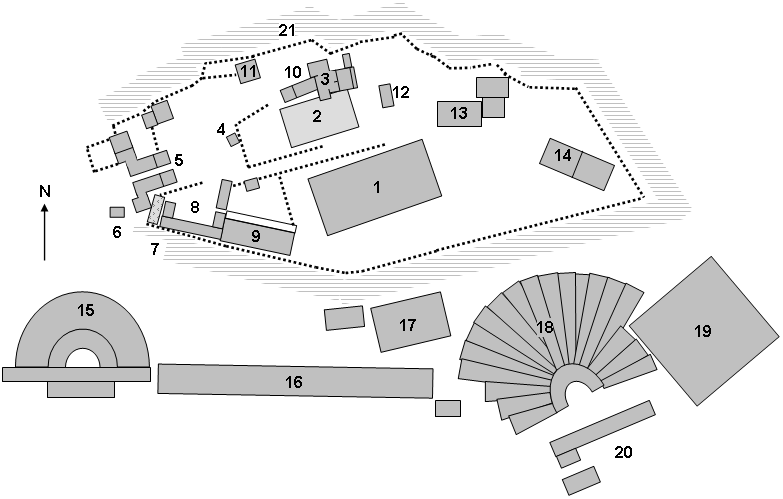
Planul sitului arheologic al Acropolei din Atena

8. Sanctuarul zeiței Artemis Brauronia
9. Chalkotheka
10. Pandroseion
11. Arrephorion
12. Altarul Atenei
13. Sanctuarul lui Zeus Polieoss
14. Sanctuarul lui Pandion
15. Odeonul lui Herodes Atticus
16. Porticul (stoa) lui Eumedes
17. Sanctuarul lui Asclepius
18. Teatrul lui Dionysos Eleuthereos
19. Odeonul lui Pericle
20. Templul lui Dionysos
21. Aglaureion

## Galerie de imagini

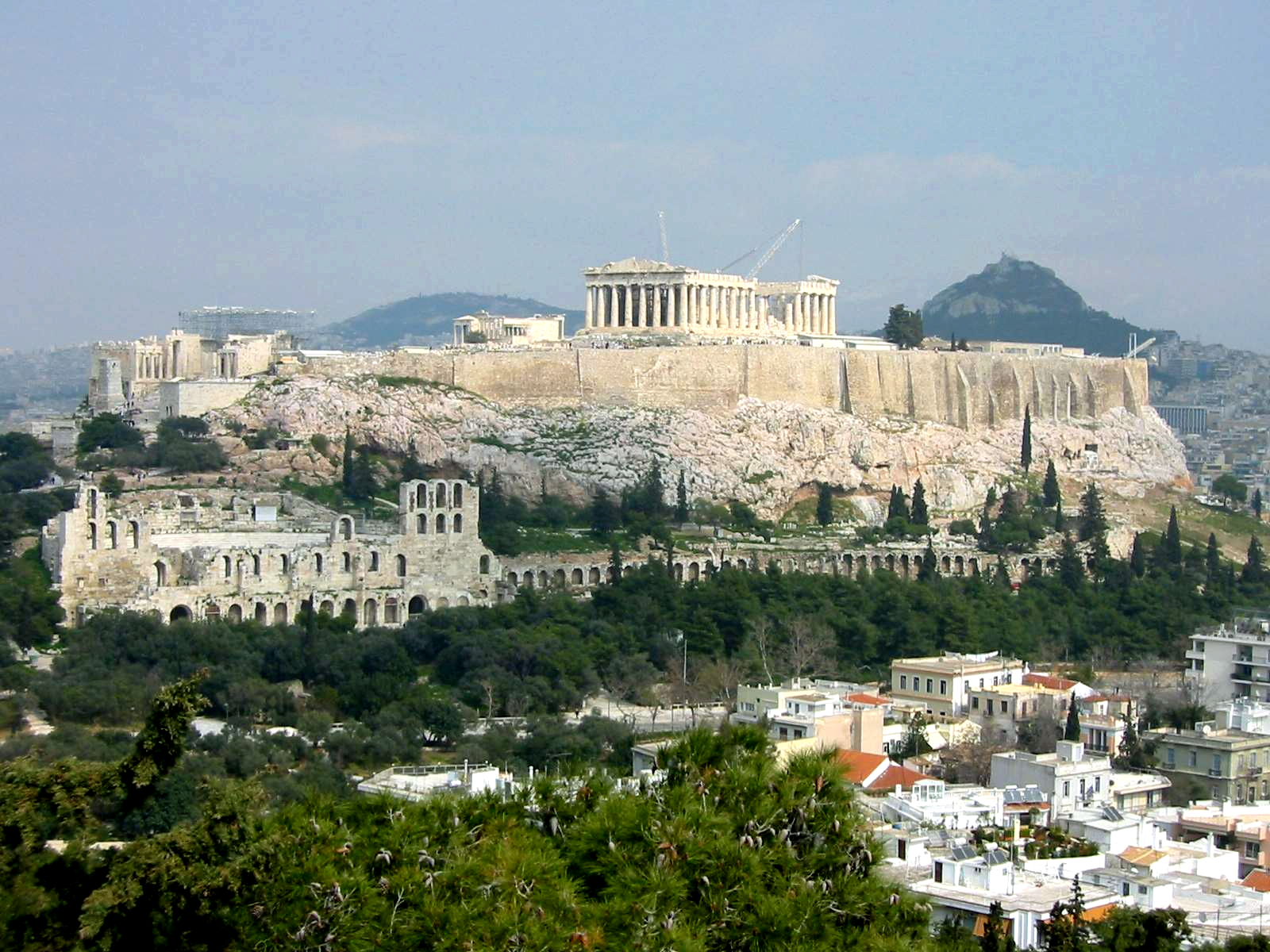
Acropola din Atena
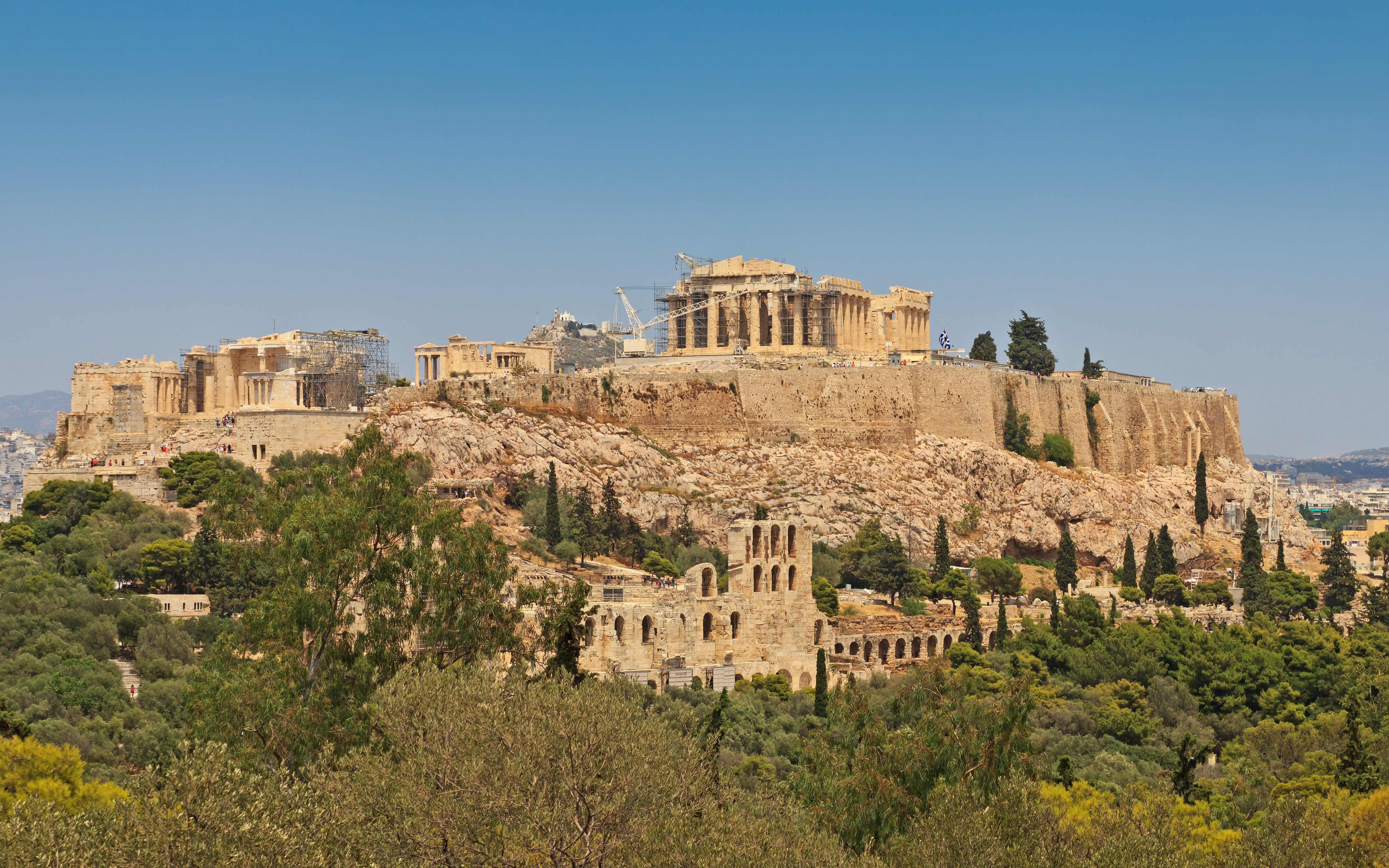
Acropola din Atena
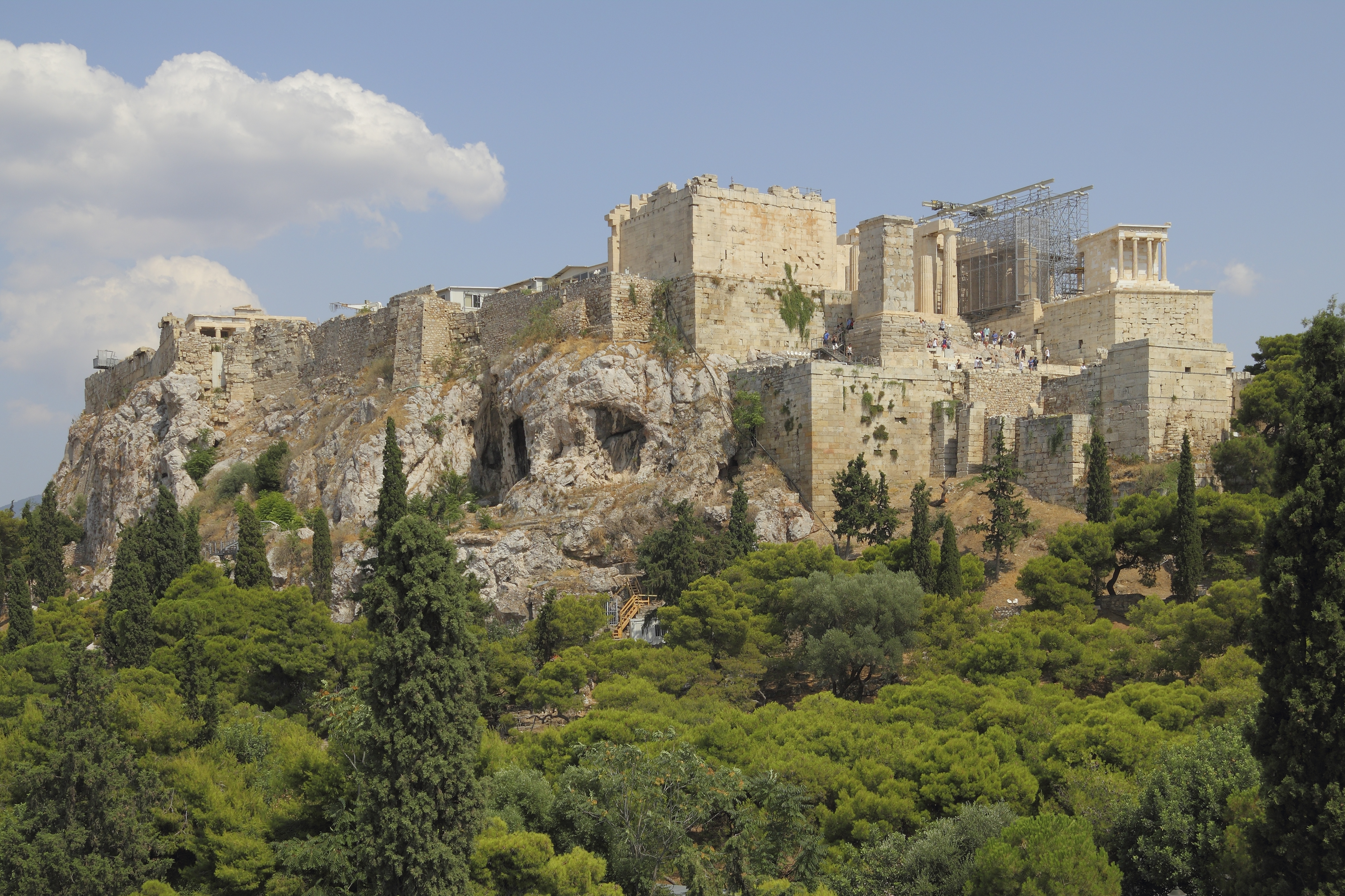
Acropola din Atena
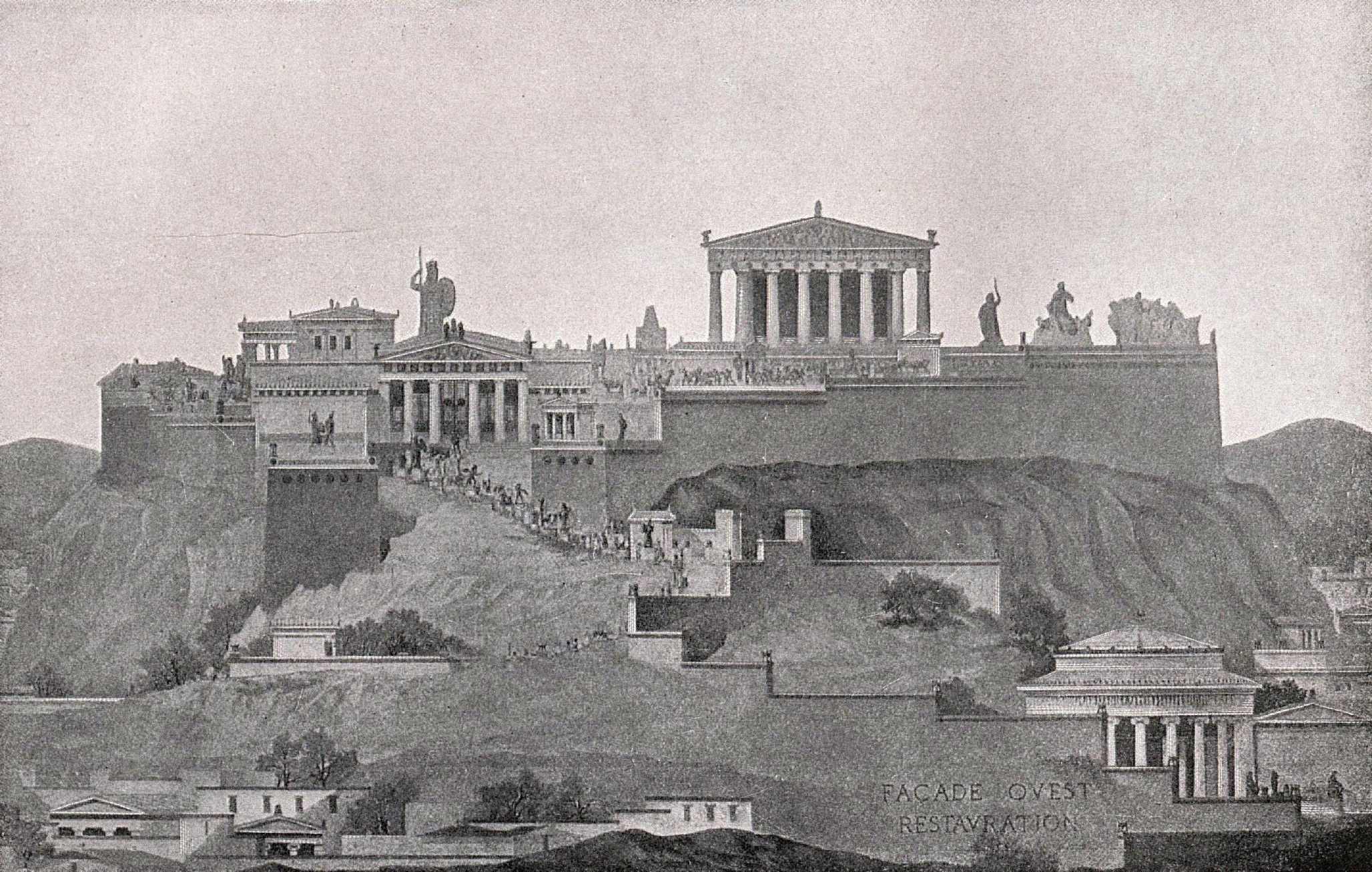
Acropola din Atena
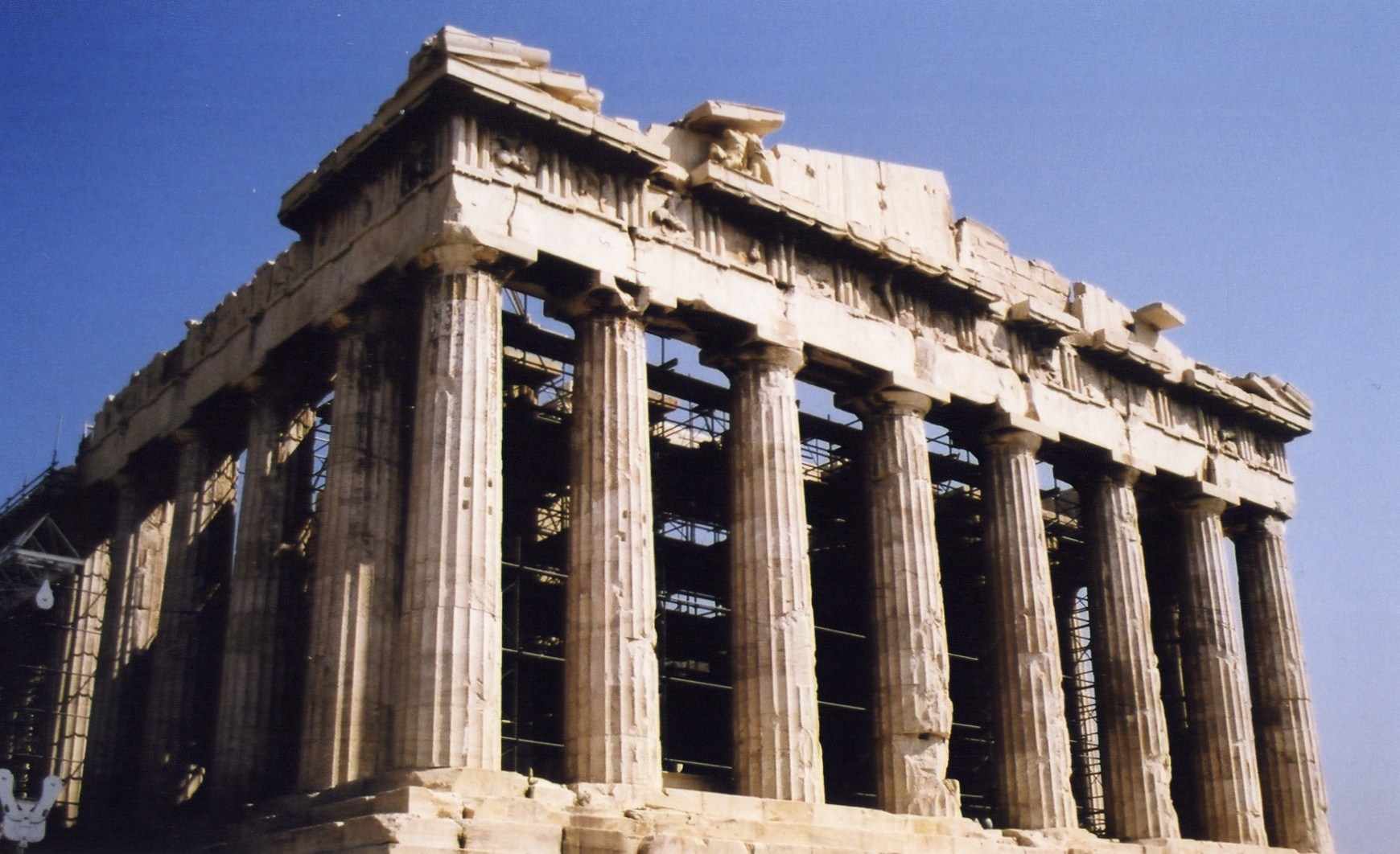
Partenonul de pe Acropola din Atena
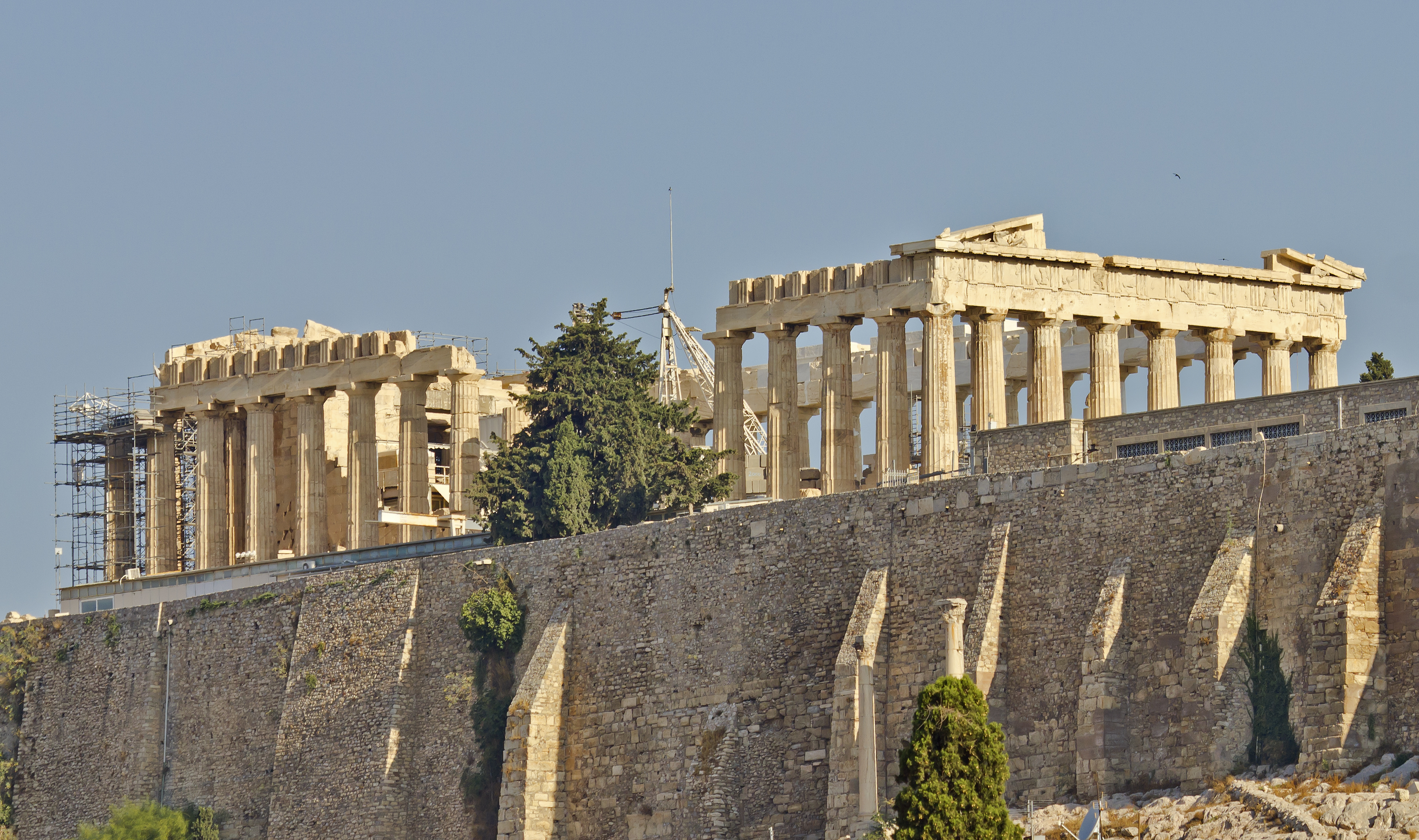
Partenonul de pe Acropola din Atena
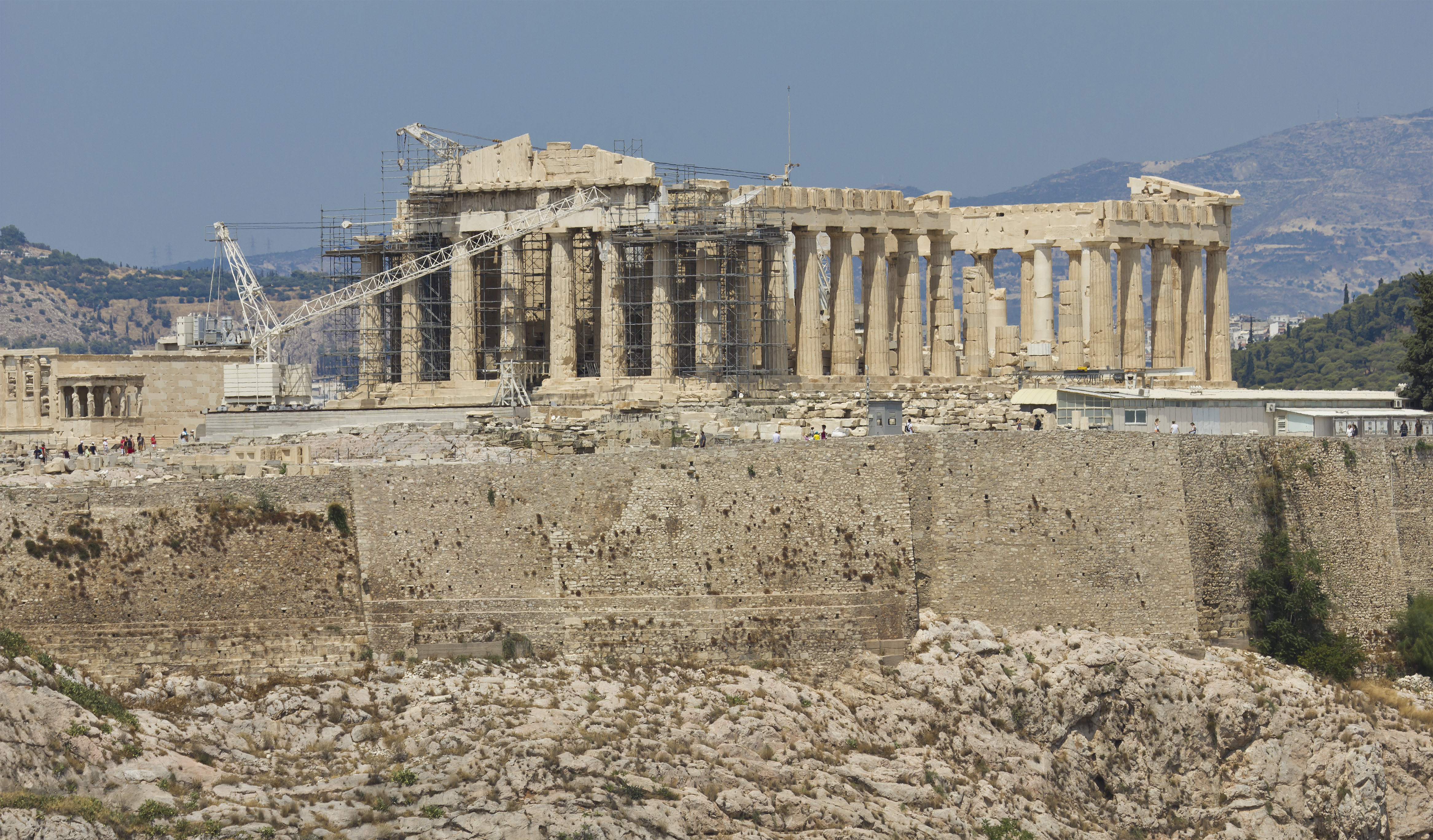
Partenonul de pe Acropola din Atena
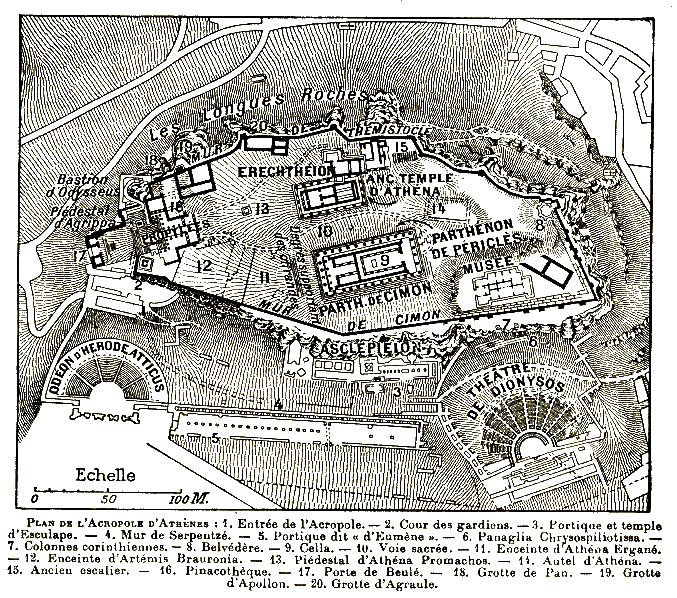
Planul Acropolei din Atena
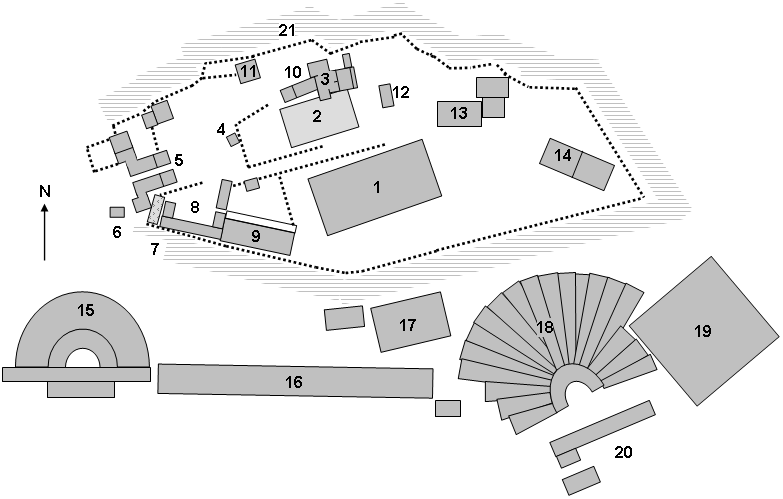
Plan al sitului arheologic Acropola din Atena
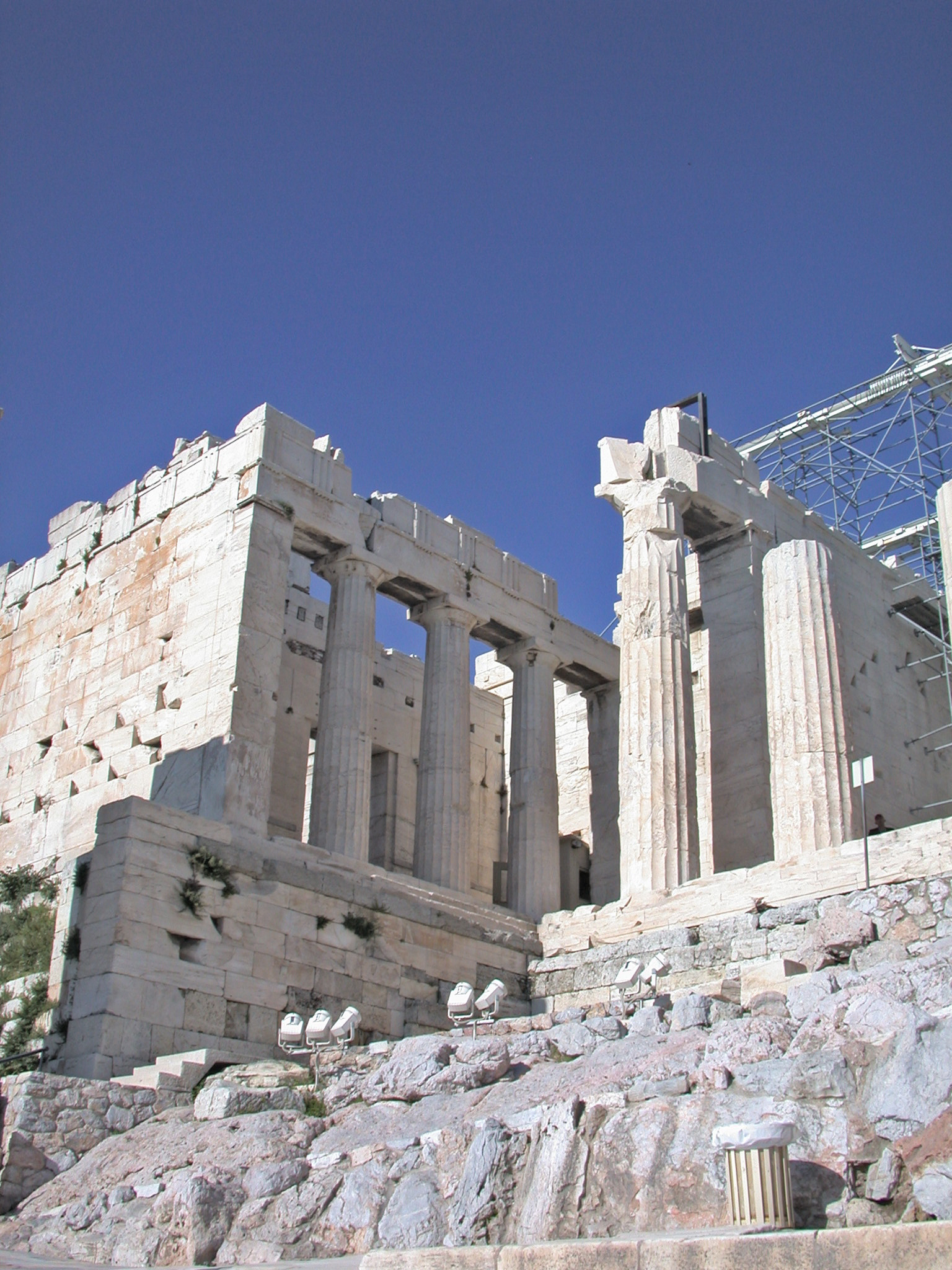
Propileele de pe Acropola din Atena
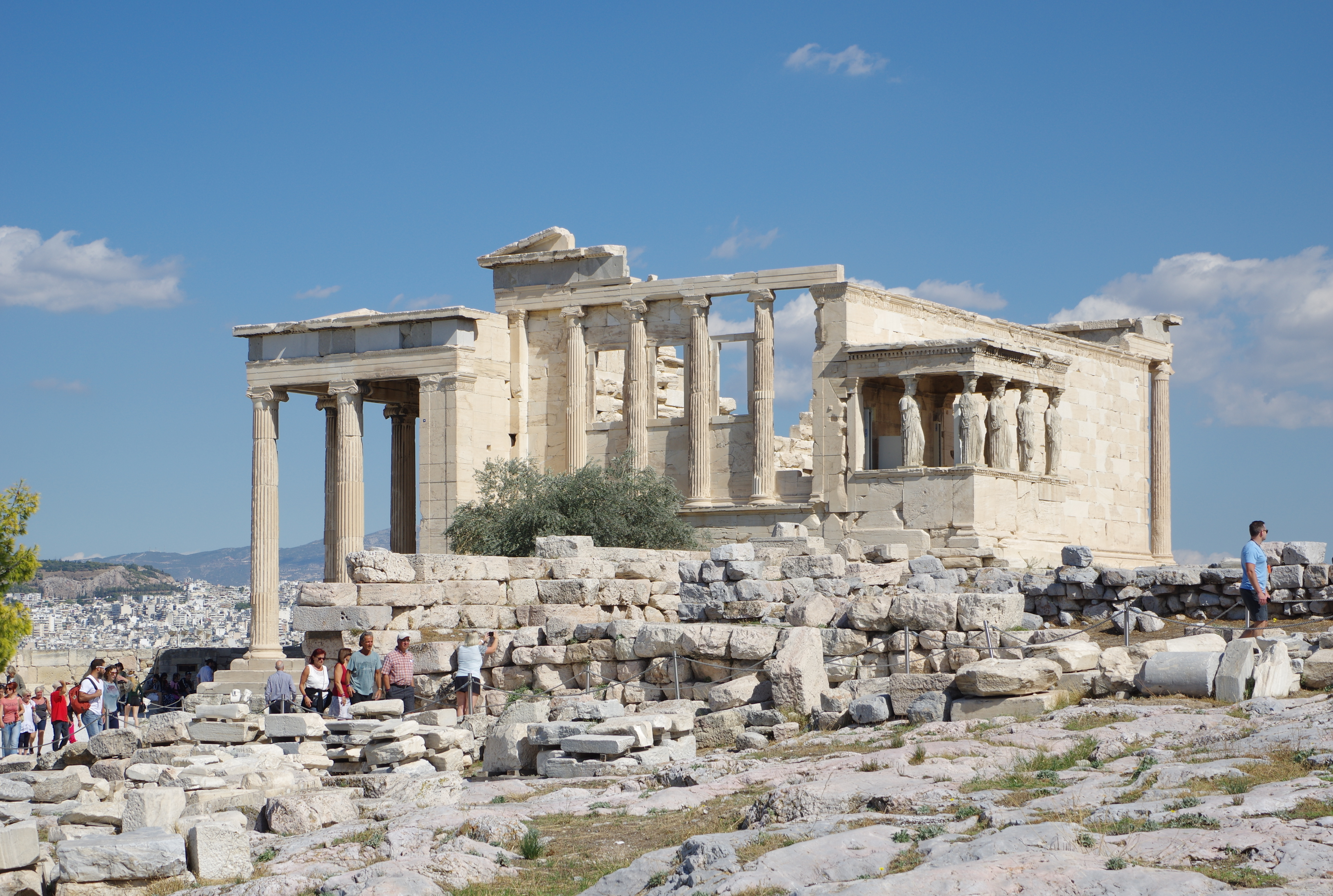
Erehteionul de pe Acropola din Atena